# 1930 في كندا
فيما يلي قوائم الأحداث التي وقعت خلال عام 1930 في كندا.

## أحداث
- 1 يناير – قصعة الغبار
- 16 أغسطس – دورة ألعاب الإمبراطورية البريطانية 1930

## سياسة

### انتهاء فترة المنصب
- 7 أغسطس – ويليام كينج رئيس وزراء كندا.

## مواليد

### يناير
- 1 يناير – هاري بالمر مصور كندي.

### فبراير
- 6 فبراير – ألان كينغ مخرج أفلام كندي.

### مارس
- 3 مارس – دوغلاس بيترز سياسي كندي.
- 28 مارس – ألبرت رودي منتج أفلام كندي.

### أبريل
- 9 أبريل – ناثانيال براندن

### أكتوبر
- 16 أكتوبر – باتريشيا جونز عداءة سرعة كندية.

## وفيات

### سبتمبر
- 24 سبتمبر – ويليام ديلر ماثيو (مواليد 1871) إحاثي من الولايات المتحدة الأمريكية.
- 25 سبتمبر – جيمس كينيدي (مواليد 1844) سياسي كندي.